# Svájci költők, írók listája
Ez a lista a legismertebb svájci írók, költők névsorát tartalmazza betűrendben, évszámmal ellátva:

## Német nyelvű szerzők
- Johannes Aal (kb. 1500–1551) író, költő
- Paul Altheer (1887–1959) író
- Fritz Amstein (1853–1922) író, újságíró, politikus
- Silvia Andrea (1840–1935) író
- Johann Caspar Bluntschli (1808–1881) író
- Johann Jakob Bodmer (1698–1783) filológus, író
- Johann Jakob Breitinger (1701–1776) filológus, író
- Jakob Bührer (1882–1975)
- Carl Jacob Burckhardt (1891–1974) író, történész
- Jacob Burckhardt (1818–1897) író
- Alex Capus (1961–) író
- Erich von Däniken (* 1935–)
- Friedrich Dürrenmatt (1921–1990) író, drámaíró
- Max Frisch (1911–1991) író
- Salomon Gessner (1730–1788) költő, festő, grafikus
- Friedrich Glauser (1896–1938)
- Albrecht von Haller (1708–1777) költő, filozófus, orvos
- Hermann Hesse (1877–1962) író, költő
- Meinrad Inglin (1893–1971), író, újságíró
- Urs Jaeggi (1931–2021)[1]
- Gottfried Keller (1819–1890) író
- Walther von Klingen (1215 körül - 1286)
- Kurt Marti (1921–2017)
- Gerhard Meier (1917–2008)
- Conrad Ferdinand Meyer (1825–1898) költő, író
- Adolf Muschg (* 1934–) író
- Nagy Abonyi Melinda (* 1968–) író
- Hans Schranz (1916–1987) író
- Carl Spitteler (1845–1924), költő, Irodalmi Nobel-díj (1919)
- Johanna Spyri (1827–1901)
- Albert Steffen (1884–1963) író, költő, drámaíró
- Martin Suter (1948–)
- Hannes Taugwalder (1910–2007)
- Aglaja Veteranyi (1962–2002) író, színésznő
- Christina Viragh (* 1953–) költő, író, műfordító
- Robert Walser (1878–1956) író, költő
- Urs Widmer (1938–2014)
- Heinrich Wölfflin (1864–1945) író, művészettörténész

## Francia nyelvű szerzők
- Théodore-Agrippa d'Aubigné (1552–1630)
- Jean Bagnyon[2]
- Alex Capus (*1961–)
- Blaise Cendrars (1887–1961) író, költő
- Alice de Chambrier[3]
- Anne Cuneo (1936–2015)
- Philippe Cyriaque Bridel (1757–1845)
- Louis Duchosal[4]
- Etienne Eggis (1830–1867)[5]
- Simon Goulart (1543–1628)[6]
- Agota Kristof (1935–2011)
- Marc Monnier (1827–1885)
- Juste Olivier (1807–1876)
- Othon of Grandson (1330–1395)[7]
- Jean Antoine Petit-Senn (1792–1870)[8]
- Barbara Polla (*1950–)
- Jean Jacques Porchat (1800–1864)[9]

## Olasz nyelvű szerzők
- Alice Ceresa (1923–2001)